# Todo tuyo
Todo tuyo fue una telenovela argentina producida y dirigida para Canal 13 (hoy eltrece) en 1982. Fue protagonizada por Silvia Montanari y Jorge Mayorano. Además contó con las participaciones estelares de María Bufano, Alba Castellanos, Rudy Chernicoff y Luis Dávila.

## Elenco
- Silvia Montanari - Renata / Clara
- Jorge Mayorano - Cacho
- María Bufano - Marisa
- Alba Castellanos - Raquel
- Rudy Chernicoff - Paya
- Luis Dávila - Gustavo
- Fernando Andrino - Beto
- Joaquín Bouzas - Arteaga
- Amalia Britos - Irene
- Susana Freyre - Marcela
- Enrique Kossi - Sebastián
- Cris Morena - Sandra
- Horacio Peña - Pablo
- Marcela López Rey - Andrea
- Mario Pasik - Daniel
- Ignacio Quirós - Mauricio
- Alejandro Sánchez - Santiago
- Lita Soriano - Elisa
- Flora Steinberg - Teresa
- Haydée Suárez - Elsa

## Equipo de producción
- Historia: Javier Sánchez
- Idea: Alma Bressan
- Dirección: Eugenio O'Higgins
- Productor: Carlos Luzzietti